# Teatralna (metrostation)
Teatralna (Oekraïens: Театральна, ⓘ) is een station van de metro van Kiev. Het station maakt deel uit van de Svjatosjynsko-Brovarska-lijn en werd geopend op 6 november 1987; het traject waaraan het is gelegen werd echter al in 1960 in gebruik genomen. Het metrostation bevindt zich in het centrum van Kiev en dankt zijn naam ("theater") aan de nabijheid van het operatheater en het Lesja Oekrajinka-theater. Tot 1991 heette het station Leninska ("Lenin"), naar de toenmalige naam van de straat waaraan de ingang gelegen is, de huidige Voelytsja Bohdana Chmelnytskoho. Station Teatralna vormt een overstapcomplex met het aangrenzende station Zoloti vorota op de Syretsko-Petsjerska-lijn.
In de oorspronkelijke metroplannen ontbrak een lijn van het noordwesten naar het zuidoosten van de stad en bij de bouw van de Svjatosjynsko-Brovarska-lijn was dientengevolge geen rekening gehouden met een overstapmogelijkheid op een dergelijke lijn. Toen in de jaren 80 de aanleg van de Syretsko-Petsjerska-lijn begon, werd een overstapstation echter alsnog noodzakelijk. Om de bouw van station Teatralna mogelijk te maken werd een geheel nieuwe tunnel geboord tussen de stations Oeniversytet en Chresjtsjatyk. De oude tunnel werd gebruikt voor de bouw van het aansluitende station Zoloti Vorota, dat opende in 1989.
Station Teatralna is zeer diep gelegen en beschikt over een perronhal die door arcades van de sporen wordt gescheiden. De wanden van de centrale hal zijn bekleed met rood marmer, in nissen zijn bronzen sculpturen opgesteld. De perronwanden zijn met wit marmer afgewerkt. Aan het einde van de centrale hal bevindt zich een portret van Vladimir Lenin in bas-reliëf, een van de weinige beeltenissen van de Sovjetleider in de Kievse metro die behouden zijn.
De ingang van het station bevindt zich op de kruising van de Poesjkinska voelytsja (Poesjkinstraat) en de Voelytsja Bohdana Chmelnytskoho (Bohdan Chmelnytskystraat). Een toegangsgebouw heeft station Teatralna niet, de stationshal ligt ondergronds. Een tweede entree voor het station is gepland.

## Externe link

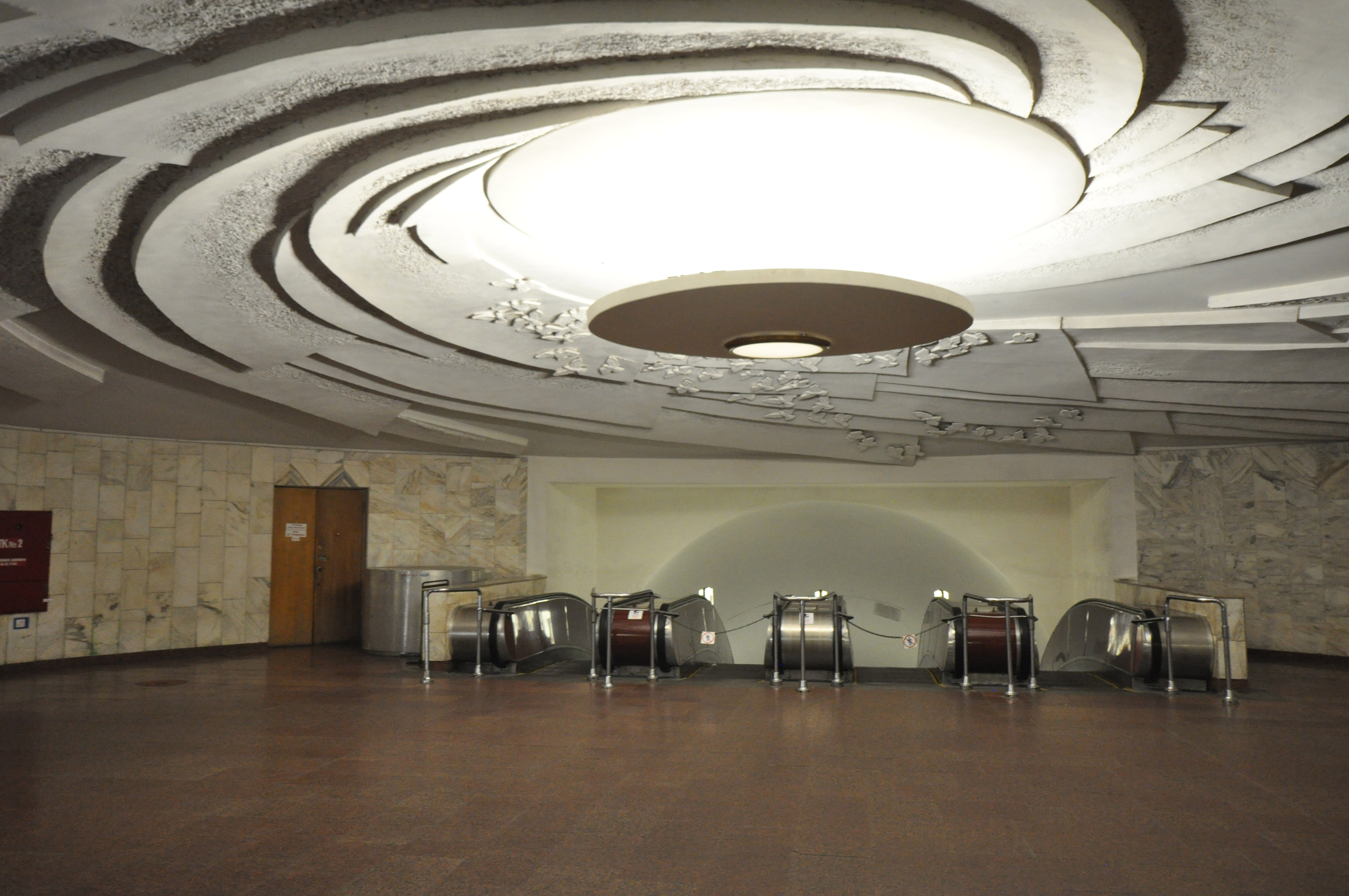
De verdeelhal
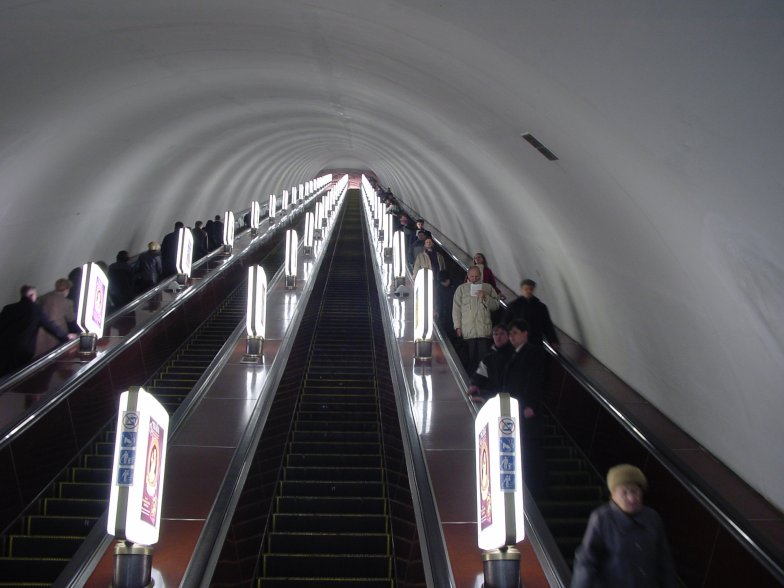
Roltrappen van station Teatralna
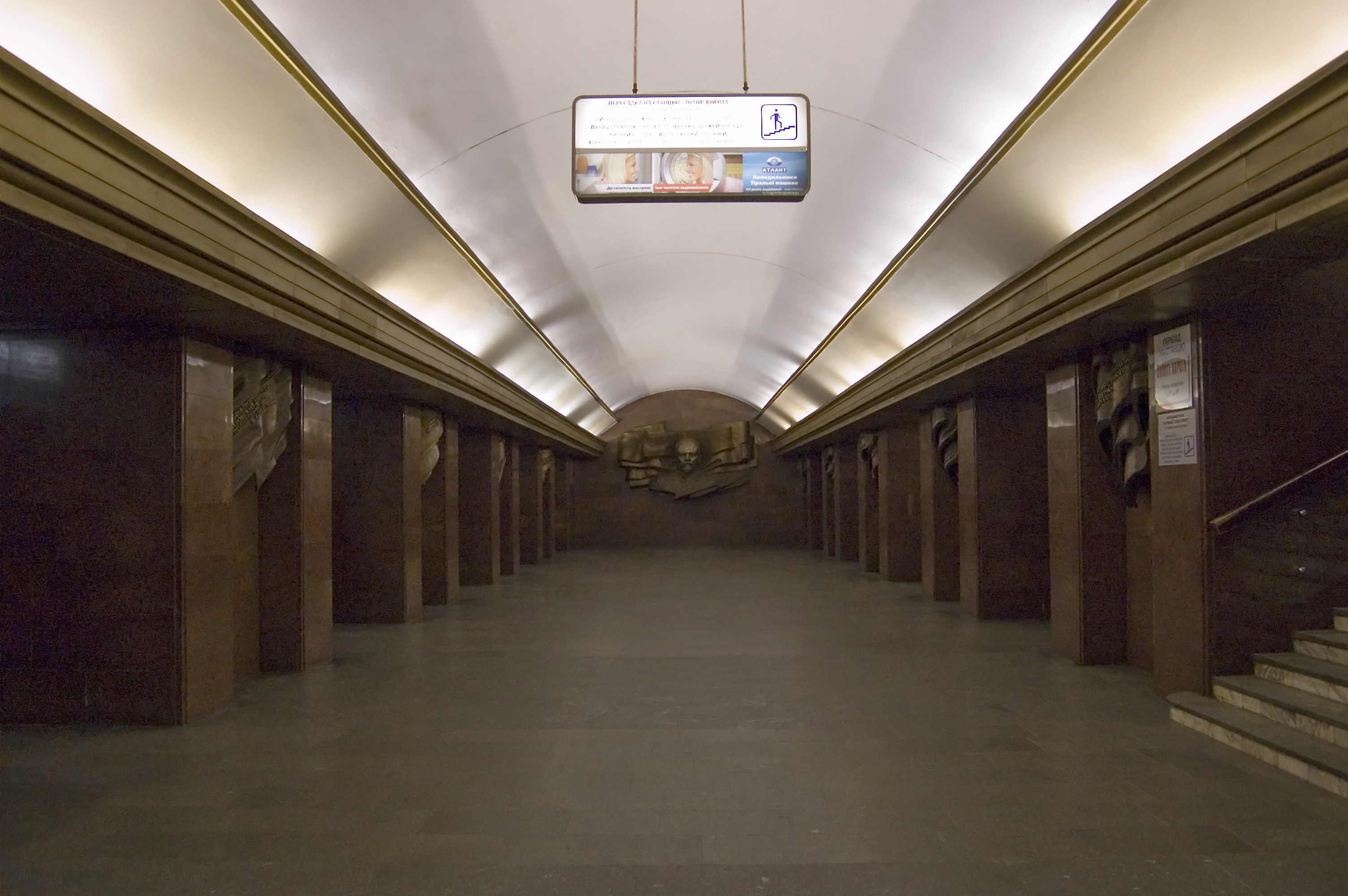
De middenhal 70 meter onder de grond